# Hemonia orbiferana
Hemonia orbiferana là một loài bướm đêm thuộc phân họ Arctiinae, họ Erebidae.